# Coll de Montllobar
El Coll de Montllobar és un coll a 1050 m. alt. situat a l'extrem nord de Montllobar, on hi ha l'antic poble d'aquest nom, el Castell de Montllobar i la mateixa muntanya així anomenada.
Pertany al terme municipal de Tremp, a dins de l'antic terme de Fígols de Tremp.
Hi passa la carretera C-1311 de Tremp al Pont de Montanyana, en el seu punt quilomètric número 13.